# Campezo/Kanpezu
Campezo (Basque: Kanpezu) là một đô thị trong tỉnh Álava, thuộc Xứ Basque, phía bắc Tây Ban Nha.
Đô thị này cách thủ phủ Victoria 38 km, có diện tích 85,02 km², dân số là 1.106 người (INE 2007) với mật độ 13,01 người/km². Mã số bưu chính là 01110.